# Деби Рейнълдс
Деби Рейнълдс (на английски: Mary Frances „Debbie“ Reynolds) е американска актриса, певица, танцьорка и филмова историчка. 

## Биография

### Кариера
Прави дебюта си в киното на 16 години с малка роля в „Юнска булка“ с участието на Бети Дейвис. През 1952 г. Рейнълдс е изстреляна към славата с ролята ѝ на Кати Селдън във филма „Аз пея под дъжда“, където партнира на Джийн Кели. В средата на 50-те години тя вече е филмова звезда с договор към студиото Метро-Голдуин-Майер. Измежду филмите с нейно участие от този период са „Обичам Мелвин“ (1953), „Нежният капан“ (1955) с Франк Синатра, „Беседката“ (1959) с Глен Форд, „Кажете за мен“ (1959) и много други.
През 1965 г. Рейнълдс получава номинация за награда Оскар в категория „Най-добра актриса“ за ролята на Моли Браун в мюзикъла „Непотопяемата Моли Браун“. Играе и в комедиите „Сбогом, Чарли“ (1964), „Пеещата монахиня“ (1966) и „Развод по американски“ (1967).
От 1969 до 1970 г. участва в свой собствен ситком „Шоуто на Деби Рейнълдс“, където играе Деби Томпсън. През 1973 г. озвучава главната героиня в анимационния филм на Хана-Барбера и Парамаунт Пикчърс, „Паяжината на Шарлот“.
В по-късната част от кариерата ѝ Рейнълдс играе Беатрис Хендерсън в „Майка“ (1996), Боби Адлър в сериала „Уил и Грейс“ и бабата на Ким в анимационния сериал „Ким Суперплюс“. Тя е удостоена с номинация за награда Златен глобус за филма „Майка“. Една от последните роли на Деби Рейнълдс е Францис Либерачи в телевизионния филм „Зад свещникът“ (2014), заедно с Майкъл Дъглас.

### Личен живот
Тя е майка на Кари Фишър и бивша съпруга на Еди Фишър. Последният я напуска, за да се ожени за Елизабет Тейлър след публичен скандал.

### Смърт
Дъщеря ѝ Кари Фишър умира на 27 декември 2016 г. от инфаркт по време на полет от Лондон до Лос Анджелес. Самата Деби Рейнолдс умира на следващия ден, 28 декември 2016 г. от инсулт по време на организацията на погребението на дъщеря си.

## Избрана филмография
| Година | Филм                     | Оригинално заглавие  | Роля                    | Режисьор                    |
| ------ | ------------------------ | -------------------- | ----------------------- | --------------------------- |
| 1952   | Аз пея под дъжда         | Singin' in the Rain  | Кати Селдън             | Джийн Кели, Стенли Донън    |
| 1959   | Беседката                | The Gazebo           | Нел Неш                 | Джордж Маршъл               |
| 1962   | Как беше завладян Запада | How the West Was Won | Лилит Прескот ван Вален | Хатауей, Форд, Маршал       |
| 1964   | Сбогом, Чарли            | Goodbye Charlie      | Вирджиния Мейсън        | Винсънт Минели              |
| 1973   | Паяжината на Шарлот      | Charlotte's Web      | Шарлот                  | Чарлс Никълс, Иуао Такамото |
| 1992   | Бодигард                 | The Bodyguard        | Себе си                 | Мик Джаксън                 |